# Iwan Kotlarewski
Iwan Petrowycz Kotlarewski (ukr. Іван Петрович Котляре́вський, ur. 29 sierpnia?/9 września 1769 w Połtawie, zm. 29 października?/10 listopada 1838 tamże) – ukraiński poeta i dramaturg, jako pierwszy wprowadził żywy język ludowy do literatury ukraińskiej.
Autor poematu Eneida – żartobliwej trawestacji Eneidy Wergiliusza, pierwszego dużego utworu literackiego napisanego w żywym języku ukraińskim (cz. 1 wydana w 1798, całość w 1842) – oraz mających przełomowe znaczenie dla ukraińskiej dramaturgii sztuk teatralnych: Natałka Połtawka (wyd. 1839) i Moskal-czariwnyk (wyd. 1841), krążących początkowo tylko w odpisach.

## Życiorys

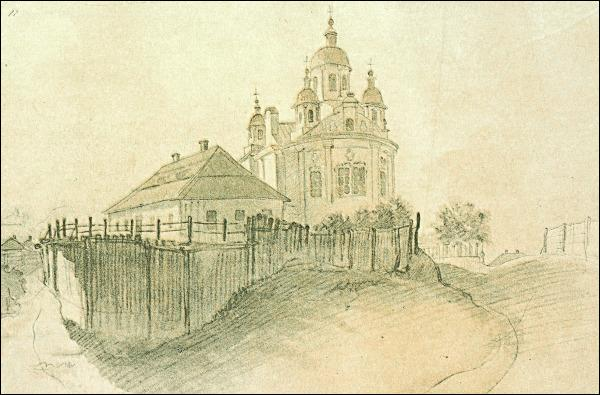
Szkic domu Iwana Kotlarewskiego w Połtawie sporządzony w 1845 przez Tarasa Szewczenkę

Urodził się w rodzinie urzędnika magistratu miejskiego Petra Kotlarewskiego herbu Ogończyk i jego żony Paraskewy z Żukowskich. Rodzina w 1793 r. została wpisana na listę rosyjskiej szlachty.
Dom Kotlarewskich stał w malowniczej części Połtawy, która w tym czasie bardziej przypominała wielką wieś, niż miasto. Dziadek pisarza był diakonem w miejscowej cerkwi Zaśnięcia Bogurodzicy i w 1705 roku na wysokim wzgórzu obok świątyni wybudował chatę, w której Iwan Kotlarewski spędził całe swoje życie.
Pierwsze nauki pobierał prawdopodobnie, zgodnie z ówczesnym zwyczajem, u miejscowego diaka. W 1780 wstąpił do Katerynosławskiego Seminarium w Połtawie i uczył się w tej instytucji w ciągu następnych dziewięciu lat. Przewidziany na 10–13 lat program nauczania obejmował język rosyjski i łaciński, literaturę, poetykę, retorykę, filozofię i teologię. Seminarzyści nabywali praktycznych umiejętności przekładania i naśladowania twórczości Wergiliusza, Owidiusza i Horacego.
Równocześnie na czasy edukacji Kotlarewskiego przypadła rozpoczęta przez Katarzynę II państwowa reforma oświaty, zwłaszcza duchownej. To właśnie na jej mocy w Połtawie – centrum nowo powstałej (1775) eparchii chersońskiej – powołano seminarium, do którego mógł uczęszczać młody Kotlarewski. Dzięki reformie seminaria odeszły od scholastycznej metody nauczania, miejsce panującej łaciny zaczął przejmować język rosyjski, większą uwagę poświęcano przedmiotom ogólnokształcącym, uczniowie zaczęli w dużo większym stopniu poznawać kulturę rosyjską i światową, co pozytywnie wpłynęło na formowanie się Kotlarewskiego jako pisarza. Z drugiej strony w pierwszych latach po reformie wciąż wielką uwagę poświęcano konieczności wyrobienia wśród uczniów nawyku swobodnego porozumiewania się w łacinie (makaroniczny uczniowski język z czasów swej nauki Kotlarewski odzwierciedli w jednej ze scen swojej Eneidy), uparcie zajmowano się utworami rzymskich klasyków. Nie ma żadnych wątpliwości, iż to właśnie już w seminarium Kotlarewski czytał Eneidę Wergiliusza w oryginale i być może już wtedy powstała myśl o dokonaniu jej przekładu na język ukraiński.
Pierwszy biograf Kotlarewskiego, Steblin–Kamiński, zaznacza, że przyszły pisarz w młodości miał łatwość dobierania rymów do każdego niemal słowa. Z tego powodu koledzy przezwali go „rymaczem” („rymokletą”).
Śmierć ojca spowodowała, iż rodzina Kotlarewskiego znalazła się w ciężkiej sytuacji materialnej. Z tego względu w 1789 r. Kotlarewski zmuszony był do porzucenia nauki w seminarium i wstąpienia na służbę, w charakterze drobnego urzędnika, do mającej siedzibę w Połtawie Kancelarii Noworosyjskiej. W 1793 Kotlarewski porzucił pracę urzędnika i zaczął wędrować po dworach na Połtawszczyźnie w charakterze guwernera.
W 1794 roku Kotlarewski rozpoczął prace nad Eneidą – swoją trawestacją dzieła Wergiliusza. W 1798 r. w Petersburgu, staraniem asesora Parpury, ale bez zgody autora, zostały opublikowane pierwsze trzy części dzieła Kotlarewskiego.
W latach 1796–1808 Kotlarewski był na służbie wojskowej w Siewierskim Pułku Karabinierów, sformowanym w oparciu o ukraińskie pułki kozackie; w randze sztabskapitana brał udział w wojnie rosyjsko-tureckiej. W związku z zakwaterowaniem pułku na Połtawszczyźnie mógł brać udział w miejscowym życiu kulturalnym. W 1808 r. odszedł z wojska w randze kapitana. W tym czasie ukazało się drugie wydanie Eneidy.
Spodziewając się znaleźć cywilną posadę, Kotlarewski udał się do Petersburga. Jeden z jego biografów – Tereszczenko – ocenia, że popularność Eneidy w niczym mu nie pomogła, gdyż nie mógł liczyć na niczyją protekcję.
Po powrocie do Połtawy Kotlarewski otrzymał posadę dyrektora domu opieki dla dzieci biednej szlachty. Zakład miał świecki charakter, nauczał matematyki, geografii, geometrii, literatury i umiejętności wojskowych. Obraz Iwana Kotlarewskiego – pedagoga o wysokiej moralności i wielkiego humanisty – odmalował Szewczenko w swej powieści Bliźniacy. W utworze tym Iwan Kotlarewski jest połtawskim nauczycielem tytułowych bohaterów – Zosymy i Wati.
Sumienność i energiczność Kotlarewskiego została doceniona przez generał gubernatora Jakuba Łobanowa-Rostowskiego, który w 1812 r. powierzył mu misję sformowania w Horoszynie (obecnie w rejonie semeniwskim) pułku kozackiego mającego wziąć udział w wojnie z Napoleonem. Sformowawszy pułk w ciągu 17 dni, Kotlarewski powrócił do wykonywania obowiązków dyrektora.
Z okresu między 1814 a 1816 pochodzi powstały na zamówienie tekst kantaty w języku rosyjskim autorstwa Kotlarewskiego pod tytułem „Małorossijskich gubiernij obszczij chor”. W późniejszym czasie autor rozpoczął prace nad piątą częścią Eneidy. W trakcie tych prac, w kwietniu 1817, sporządził rosyjski przekład poetycki najsłynniejszej ody Safony, który został opublikowany w 1844, a więc już po śmierci Kotlarewskiego, w charkowskim albumie „Mołodyk” (jako „Oda Safo”).
W 1818 został członkiem połtawskiej loży masońskiej Umiłowanie dla Prawdy (ukr. Любов до істини), założonej przez Nikołaja Nowikowa. Członkowie loży dosyć mocno różnili się pod względem pochodzenia oraz wyznawanych poglądów. Z pewnością jednak struktura, w której zasiadał Kotlarewski, nie była ruchem rewolucyjnym, ani nawet jaskrawo opozycyjnym.
W latach 1818–1821 Kotlarewski był jednym z dwóch dyrektorów i duszą Teatru Połtawskiego, powstałego w wyniku starań Nikołaja Repnina-Wołkońskiego. Twórcza atmosfera ówczesnego połtawskiego życia teatralnego oraz krytyczny stosunek do wystawianego wówczas, często parodiującego ukraińskie życie społeczne, repertuaru (np. do sztuki A. A. Szachowskiego pod tytułem „Kazak-stichotworec”) sprawiły, iż pisarz zwrócił się ku dramaturgii. Kotlarewski dokładał wszelkich starań, by zapewnić Teatrowi Połtawskiemu prawdziwie ukraiński repertuar. Pokłosiem tych starań były napisane przez niego w latach 1818–1819 sztuki Natałka Połtawka i Moskal-czariwnyk”, które na długo przed publikacją żyły własnym scenicznym życiem. Oba utwory spotkały się z entuzjastycznym przyjęciem, a nazwisko autora stało się szeroko znane nie tylko na Ukrainie, ale także w Rosji, szczególnie w kołach kulturalnych Petersburga.
W ostatnich latach życia Kotlarewski podtrzymywał kontakty z wybitnymi działaczami kultury i uczonymi. Poza tym w latach 1829–1838 w Połtawie gościli u niego N. Gogol, M. Pogodin i in. W 1835 r. Kotlarewski odszedł ze służby, otrzymując 500 rubli corocznej pensji.
Umarł 10 listopada 1838 r. Przed śmiercią uwolnił sześciu swoich chłopów pańszczyźnianych. Został pochowany w Połtawie.

## Znaczenie twórczości
Twórczość Iwana Kotlarewskiego uważana jest za ogniwo łączące starą i nową literaturę ukraińską. Kotlarewski stał się pierwszym z grona klasyków nowej literatury ukraińskiej, który w swoich utworach inspirował się jednocześnie kulturą ludową oraz tradycjami artystycznymi poprzednich epok. Jako twórca nowoczesnej ukraińskiej dramaturgii Kotlarewski wnosi do ukraińskiej kultury szereg idei estetycznych oświecenia. Propaguje zbliżenie się sztuki i literatury do prawdziwego życia, a bohaterami jego utworów stają się przedstawiciele prostego ludu, którzy mogą stanowić dla widza przykłady godne szacunku i naśladowania. Wysoka moralność przedstawicieli prostego narodu zderza się u Kotlarewskiego ze skompromitowaną etyką arystokratyczno-urzędniczą. M. T. Jacenko stwierdzał, iż twórczość Kotlarewskiego odsłoniła czytelnikowi nowy narodowy świat z jego niepowtarzalnym kompleksem świadomości historycznej, społecznej oraz moralnej i zbliżyła literaturę ukraińską do możliwości poznania narodu jako wielkiej siły historii.
W 2002 roku w Olsztynie powstał zespół muzyczny Enej. Jego nazwa jest wzorowana na tytułowym bohaterze epopei Eneida Kotlarewskiego, a nawiązanie wynika z ukraińskich korzeni części członków zespołu.

## Polskie przekłady
- Ivan Kotlarewski: Eneida (Czesz I-III) // Antologia poezji ukrainskiej. Tłumaczenie: Jerzy Pleśniarowicz (1), Florian Nieuważny (2,3). Wyd. I. T. Wiersze. Warszawa: Ludowa Spoldzielnia Wydawnicza, 1976. (pol.). Brak numerów stron w książce
  - (przedruk) Ivan Kotlarewski: Eneida. [tlumaczenie: Jerzy Jędrzejewicz (1), Florian Nieuważny (2,3)]. Ivan Kotlarewski: Utwory (Eneida, Natalka Poltawka) / Florian Neuwazny, Jerzy Jędrzejewicz, Jerzy Zagorski. — Lviv: Vydavnyztvo «Kameniar», 2005. ISBN 5-7745-0396-8
- Ivan Kotlarewski: Eneida. Tłumaczenie: Piotr Kupryś. Wyd. I. T. Wiersze. Lublin: Wydawnictwo KUL, 2008, s. 271. ISBN 978-83-7363-646-0. (pol.).[25][26]
- Ivan Kotlarewski: Eneida. Tłumaczenie: Piotr Kupryś. Wyd. II. T. Wiersze. Lublin, Kijów: Polska Akademia Nauk; Narodowy Uniwersytet Biologicznych Źródeł Energii i Wykorzystania Przyrody, 2013, s. 379. ISBN 978-83-9364-504-6. (pol.).